# يوجين باركس ويلكينسون
يوجين باركس ويلكينسون (بالإنجليزية: Eugene P. Wilkinson)‏ هو رجل غواصة وضابط أمريكي، ولد في 10 أغسطس 1918 في لونغ بيتش في الولايات المتحدة، وتوفي في 11 يوليو 2013 في ديل مار في الولايات المتحدة.